# Abele Ferenc
Vitéz báró lilienbergi Abele Ferenc (Klagenfurt, 1875. július 8. – Budapest, 1928. június 6.) osztrák nemesi család leszármazottja (von und zu Lilienberg),  magyar katonatiszt, altábornagy (műszaki).

## Élete és pályafutása
Apja báró lilienbergi Abele Ferenc, szintén hivatásos császári és királyi katonatiszt volt, címzetes vezérőrnagyi rendfokozatot ért el. Anyja neve Kindl Wilhelmia Terézia.
Katonai alreáliskolát (1886–1890, Kismarton), majd főreáliskolát (1890-1893, Morva-Fehértemplom), végzett, felsőfokú tanulmányait a bécsi császári és királyi Műszaki Katonai Akadémián végezte (1893–1896), „igen jó” eredménnyel. 1899 és 1901 között elvégezte  császári és királyi Hadiskolát is szintén „igen jó” eredménnyel. 1913-ban légügyi megfigyelő tanfolyamot végzett.
Az első világháborúban hadosztály és hadtest vezérkari főnöki posztokat töltött be, közvetlenül  háború végén lett a hadsereg főparancsnokság és légierő vezérkari főnöke vezérkari ezredesként.
1919 szeptemberétől a berlini magyar képviseleten, ami később a magyar királyi követség lett, fedett katonai attaséként részt vett a magyar katonai attasé szolgálat létrehozásában. Stojakovics őrnagy, a Hadügyminisztérium hírszerző osztályának a vezetője küldte ki őt Berlinbe. A Hadügyminisztérium ezzel a kiküldetéssel egy katonai attasé posztnak megfelelő állást szeretett volna létrehozni Németországban. Feladatköre három fő területből állt:
1. A német hadsereg meglevő szervezetének „feldolgozása”, a békefeltételek szerint előírt hadsereg megteremtésére tett intézkedések figyelemmel kísérése, a hadsereg fejlesztése érdekében — a békefeltételek kijátszásával — hozandó nem hivatalos intézkedések és a mozgósítással kapcsolatos előkészületek „nyilvántartása”, azaz az ezzel kapcsolatos információk megszerzése és elsődleges elemzése. 
2. Németország bel- és külpolitikai helyzetének állandó nyilvántartása. 
3. Egyéb országok — a Szovjetunió, Lengyelország, és Franciaország — katonai, katonapolitikai felderítése a Németországban megszerezhető adatok alapján. 
Báró Abele Ferenc ezredes ekkor már nem tartozott a fiatal vezérkari tisztek közé, 1919-ben 44 éves volt. A Monarchia megszűnte után magyar állampolgár lett és belépett a „nemzeti hadseregbe". Berlinbe való kiküldését a német anyanyelve mellett az is indokolta, hogy világháborús
szolgálata során kapcsolatokra tett szert olyan német katonai vezetők körében, akik az új német hadseregben is vezető szerepet játszottak. Emellett a báró Németországban kiterjedt rokoni kapcsolatokkal rendelkezett.
1922-ben tábornokká, 1925-ben, hazatérése előtt altábornaggyá léptették elő. 1926-tól haláláig a Legfelsőbb Honvéd Törvényszék elnöke volt.

## Kitüntetései a viselési sorrendben
- Magyar Érdemkereszt II. osztálya (1925),
- Lipót Rend lovagkeresztje hadidíszítménnyel, kardokkal,
- Vaskorona Rend III. osztálya hadidíszítménnyel, kardokkal,
- Katonai Érdemkereszt III. osztálya hadidíszítménnyel, kardokkal,
- Katonai Érdemkereszt III. osztálya,
- Ezüst Katonai Érdemérem hadiszalagon, kardokkal,
- Bronz Katonai Érdemérem hadiszalagon, kardokkal,
- Károly-csapatkereszt,
- Jubileumi Emlékérem a fegyveres erő számára (1898),
- Katonai Jubileumi Kereszt (1908),
- 1912/13-as Emlékkereszt,
- bajor Katonai Érdemrend tisztikeresztje kardokkal,
- Szász Albrecht Rend 1. osztályú lovagkeresztje koronával,
- német (porosz) Vaskereszt 1. és II. osztálya,
- Tiroli Nemesek Anyakönyvének Társasága jelvénye.